# Llanterna verda (pel·lícula)
Llanterna verda (títol original en anglès: Green Lantern) és una pel·lícula de superherois basada en el còmic del mateix nom de l'editorial DC Comics Dirigida per Martin Campbell i protagonitzada per Ryan Reynolds. Es va estrenar el 17 de juny del 2011. Ha estat doblada i subtitulada al català.

## Argument
En un univers tan extens com misteriós una petita però poderosa força ha existit durant segles. Protectors de la pau i la justícia, reben el nom de Llanterna Verda. Una germanor de guerrers que han jurat mantenir l'ordre intergalàctic, on cada Llanterna Verda porta un anell que li concedeix els seus superpoders, alimentat pel poder verd de la voluntat. No obstant això, quan un antic enemic anomenat Parallax amenaça de trencar l'equilibri de poder en l'univers utilitzant el poder groc de la por, el seu destí i el destí de la Terra descansa en mans del seu nou recluta, el primer humà seleccionat: Hal Jordan (Ryan Reynolds).
Hal és un pilot de proves amb talent i cregut, però els Llanternes Verds tenen poc respecte als humans, que mai abans han pogut utilitzar l'infinit poder de l'anell. Hal és clarament la peça perduda del puzle, però a més de la seva determinació i força de voluntat, té alguna cosa que cap altre membre dels llanternes verds ha tingut mai: humanitat. Amb el suport de la seva companya de pilot i amor de la infància Carol Ferris (Blake Lively), Hal aconsegueix dominar ràpidament els seus nous poders i troba el coratge per enfrontar-se a les seves pors, ell pot provar així que no és només l'indicat per derrotar Parallax .... sinó que es convertirà en el millor Llanterna Verda de tots.
En els post-crèdits de la pel·lícula es veu a Sinestro posant-se l'anell groc.

## Producció
A principis de 1997, la Warner Bros es va acostar al cineasta de culte i guionista de còmics Kevin Smith, que llavors acabava d'acabar d'escriure Superman Lives (Superman Viu), perquè escrivís el guió d'una pel·lícula sobre Llanterna Verda. Smith va rebutjar l'oferta, creient que hi havia altres candidats més idonis per fer-la. Warner Bros finalment va canviar l'enfocament de la pel·lícula pel d'una comèdia, i al juny de 2004, Robert Smigel havia completat un guió que incloïa a l'estrella Jack Black en el paper principal. No obstant això, l'estudi va abandonar la idea de la comèdia a causa de la tímida reacció dels fans a Internet. En un intent per canviar el to de Green Lantern cap a alguna cosa més seriosa, Zack Snyder va intentar dirigir-la, però va declinar l'oferta a causa del seu compromís amb Watchmen (2009).
L'actor i escriptor Corey Reynolds, un fan del còmic i del personatge de John Stewart, va suggerir a la Warner Bros la idea d'una trilogia, amb ell com a protagonista i exercint funcions de guionista. Reynolds tenia la intenció d'introduir Hal Jordan, els Green Lantern Corps i la Lliga de la Justícia en eventuals seqüeles. Va acabar el guió de Llanterna Verda: El naixement d'un heroi al juny de 2007, rebent una resposta positiva de la Warner Bros amb una possible data d'estrena (2010). No obstant això, l'estudi va abandonar el concepte de Reynolds, i l'octubre de 2007, Greg Berlanti va signar per dirigir i coescriure la pel·lícula al costat dels escriptors de còmics Michael Green i Marc Guggenheim. La decisió va ser presa amb Hal Jordan com a protagonista en lloc de John Stewart.
A Berlanti, Green i Guggenheim els resultava difícil escriure el guió, perquè dos dels seus esborranys es va filtrar a Internet durant la fase de seqüència. Guggenheim va explicar que les caracteritzacions de la Denny O'Neil / Neal Adams s'executen en el còmic en la dècada de 1970, i el treball de Dave Gibbons en la dècada de 1980, això quedarà palès en la pel·lícula. Els escriptors també es va inspirar en els actuals relats de Geoff Johns. "Ha estat interessant perquè hem acabat un projecte just abans de Secret Origen (ISBN 978-1-4012-1990-1), d'arc més de Geoff, va posar en marxa," Guggenheim al juny de 2008. Així que he estat llegint amb veritable interès en veure "OK, com pot Geoff resoldre aquest problema? "Hi ha certs elements només per a qualsevol que tracti de tornar a explicar l'origen d'Hal per a un públic d'avui dia ha d'abordar i resoldre,", va continuar. "Per exemple, per què dimonis estava l'Abin volant en una nau espacial quan és un Llanterna Verda? No es fa aquesta pregunta en l'Edat de Plata, però quan s'està escrivint en l'Edat Moderna, vostè ha de contestar aquestes coses. "El guió també compta amb Martin Jordan, Carl Ferris, Carol Ferris, Thomas Kalmaku, Abin Sud, Sinestro, Kilowog, els Guardians de l'Univers, Legion i Hector Hammond, així com cameos de Guy Gardner i Clark Kent. La història segueix l'original de la història de Hal Jordan / Green Lantern, incloent la batalla entre la Legió i Abin Sud, l'aterratge d'emergència d'Abin Sud a la Terra, així com l'elecció d'Hal Jordan per Guy Gardner i Clark Kent. Algunes parts s'han extret de la minisèrie Emerald Dawn.

## Pre-producció
Al desembre de 2008, els escriptors han escrit tres esborranys del guió i Warner Bros es preparava per a la pre-producció. No obstant això, Berlanti es va veure obligat a abandonar, a causa de conflictes de programació amb This is Where I Leave You del director. Al febrer de 2009 es va informar que Martin Campbell es posa per dirigir la pel·lícula, en substitució de Berlanti, que la produirà juntament amb Donald De Line. De Line va declarar en una recent entrevista que esperava que el rodatge comencés a la primavera de 2009. No obstant això, més tard els informes mostren que el rodatge començarà a mitjans de setembre. L'abril de 2009 es va informar que la Warner Bros ha decidit rodar la pel·lícula en els Estudis Fox a Sydney, Austràlia, i se li va assignar un pressupost de 150 milions, però, l'octubre de 2009, deixarà de ser filmada a Austràlia, i en canvi, s'ha traslladat la primera unitat de rodatge a Louisiana. Es va anunciar al juliol de 2009 que Ryan Reynolds ha quedat com Hal Jordan / Llanterna Verda. El gener de 2010, elsupervisor d'efectes visuals Karen Goulekas va declarar al seu bloc que la pel·lícula ha estat oficialment aprovada i, per tant, el rodatge començarà al març. També es va informar que l'amor de Hal Jordan, Carol Ferris, seria interpretat per Blake Lively. Carol en última instància, es convertirà en el dolent de Star Sapphire. El 9 febrer 2010 Tim Robbins s'uneix al ventall com el senador Hammond, el pare de ó d'Hector Hammond. El 14 de març de 2010, es va anunciar que Temuera Morrison i Taika Waititi s'havien unit al repartiment com l'Abin Sud i Tom "Cara de coca" Kalmaku, respectivament.
El 3 de març de 2010 es va informar que la prova de material va ser filmada a Madisonville, Louisiana, amb cotxes d'acrobàcia. La fotografia principal va començar el dilluns 15 de març de 2010 a Nova Orleans.

## Repartiment
- Ryan Reynolds, com a Hal Jordan/Llanterna Verda, un pilot de proves de la Força Aèria dels Estats Units que es converteix en un Llanterna Verda i el primer terrícola en el cos d'un Llanterna Verda. En una entrevista amb MTV News Reynolds va revelar: "Em vaig enamorar del personatge quan em vaig reunir amb Martin Campbell." Chris Pine i Sam Worthington havien estat en negociacions per al paper; Bradley Cooper, Jared Leto i Justin Timberlake van fer proves per al paper, i Brian Austin Green, un fan de Llanterna Verda, va fer campanya per la seva banda, però va ser ignorat.
- Blake Lively, com a Carol Ferris, per molt de temps l'amor de Hal Jordan. Carol en última instància, es convertirà en la dolenta Star Sapphire, encara que no se sap si podria haver-hi algun indici en la primera pel·lícula. Lively va ser triada d'una llista curta de candidates potencials, entre elles Eva Green, Keri Russell, Diane Kruger i Jennifer Garner.
- Peter Sarsgaard, com a Hector Hammond, un delinqüent d'estar per casa que descobreix els fragments d'un estrany meteor que fa que el seu cervell creixi fins a una mida enorme, atorgant-li poders psíquics.
- Mark Strong, com a Sinestro, un Llanterna Verda i mentor de Hal Jordan, que més tard es converteix en el seu nèmesi.
- Tim Robbins, com el senador Hammond, el pare que desaprova el malvat de la pel·lícula, Hector Hammond.
- Temuera Morrison, com a Abin Sud, un Llanterna Verda que s'estavella a la Terra i recluta Hal Jordan com el seu reemplaçament.
- Taika Waititi, com a Thomas Kalmaku, un enginyer inuit a Ferris Aircraft.
- Angela Bassett com la Dra. Amanda Waller, una assessora del Congrés i exagent del govern sovint posada a càrrec de les organitzacions d'operació encoberta, com l'Esquadró Suïcida i Checkmate.
- Jon Tenney com a Martin Jordan, pare de Hal Jordan, també pilot de proves.
- Jay O. Sanders com a Carl Ferris, pare de Carol Ferris.
- Mike Doyle serà Jack Jordan, el germà gran del personatge Hal Jordan.
- Nick Jandl com a Jim Jordan, germà petit de Hal i Jack.
- Dylan James com a Jason Jordan; segon fill de Jim i nebot de Hal.
- Geoffrey Rush com a Tomar-Re.
- Michael Clarke Duncan com a Kilowog.
- Clancy Brown com la veu de Parallax, l'entitat de la por, que resulta ser un antic guardià de l'univers posseït després d'haver estat exposat a l'energia groga de la por i que va ser empresonat per Abin Sud.

## Banda sonora
La banda sonora va ser composta per James Newton Howard, que també va treballar en les altres pel·lícules de Warner Bros / DC Comics com Batman Begins i The Dark Knight amb Hans Zimmer. La banda sonora va ser publicada per Watertower Music. Tota la música va ser composta per James Newton Howard
1. "Prologue / Parallax Unbound" 03:09
2. "Abin Sud Attacked" 01:08
3. "Carol Scolds Hal" 01:21
4. "Drone Dogfight" 03:15
5. "Did Adam Put You Up to This?" 02:25
6. "The Ring Chooses Hal" 02:34
7. "Genesis of Good and Evil" 02:35
8. "The Induction Process" 03:05
9. "Welcome to Oa" 01:42
10. "We'RE Going to Fly Now" 01:53
11. "You Reek of Fear" 02:13
12. "The Origin of Parallax" 03:25
13. "Run" 05:30
14. "You Have to Be Chosen" 07:29
15. "Hector s Analysis" 01:06
16. "Hal Battles Parallax" 07:19
17. "The Corps" 02:19
18. "Green Lantern Oath (Feat. Ryan Reynolds)" 0:19

Durada Total: 52:47

## Rebuda
La pel·lícula va ser durament atacada pels crítics. Té una aprovació d'un 26% en Rotten Tomatoes basat en 216 ressenyes amb una mitjana de 4.6 / 10. El seu consens diu: "Sorollosa, sobreproducida i fluixament escrita, Llanterna Verda malgasta un impressionant pressupost i dècades de la mitologia dels còmics."